# Kanton Saint-Étienne-de-Baïgorry
Der Kanton Saint-Étienne-de-Baïgorry war von 1790 bis 2015 ein französischer Wahlkreis im Arrondissement Bayonne, im Département Pyrénées-Atlantiques und in der Region Aquitanien; sein Hauptort war Saint-Étienne-de-Baïgorry. Er war 310,88 km² groß und hatte (2006) 5727 Einwohner, was einer Bevölkerungsdichte von 19 Einwohnern pro km² entsprach.

## Gemeinden
Der Kanton bestand aus elf Gemeinden:
| Gemeinde                  | Einwohner Jahr | Fläche km² | Bevölkerungsdichte | Code INSEE | Postleitzahl |
| ------------------------- | -------------- | ---------- | ------------------ | ---------- | ------------ |
| Aldudes                   | 321 (2013)     | 23,27      | 14 Einw./km²       | 64016      | 64430        |
| Anhaux                    | 370 (2013)     | 12,33      | 30 Einw./km²       | 64026      | 64220        |
| Ascarat                   | 324 (2013)     | 5,82       | 56 Einw./km²       | 64066      | 64220        |
| Banca                     | 337 (2013)     | 49,60      | 7 Einw./km²        | 64092      | 64430        |
| Bidarray                  | 685 (2013)     | 38,2       | 18 Einw./km²       | 64124      | 64720        |
| Irouléguy                 | 370 (2013)     | 9,38       | 39 Einw./km²       | 64274      | 64220        |
| Lasse                     | 319 (2013)     | 14,79      | 22 Einw./km²       | 64322      | 64220        |
| Ossès                     | 895 (2013)     | 42,38      | 21 Einw./km²       | 64436      | 64780        |
| Saint-Étienne-de-Baïgorry | 1.619 (2013)   | 69,44      | 23 Einw./km²       | 64477      | 64430        |
| Saint-Martin-d’Arrossa    | 523 (2013)     | 18,43      | 28 Einw./km²       | 64490      | 64780        |
| Urepel                    | 305 (2013)     | 26,44      | 12 Einw./km²       | 64543      | 64430        |